# Анопол Дужи
Анопол Дужи (пољ. Annopol Duży) је село у Пољској које се налази у војводству Лођском у повјату Томашовском у општини Черњевице.
Од 1975. до 1998. године ово насеље се налазило у Пиотровском војводству.